# Liste registrierter Denkmäler in Japan
Registrierte Denkmäler (登録記念物, tōroku kinen butsu) beinhalten Historische Stätten, Landschaftlich Schöne Orte und Naturdenkmäler (im Gegensatz zu ausgewiesenen Denkmälern, siehe Denkmäler in Japan) gemäß dem Gesetz zum Schutz von Kulturgütern von 1950.
Mit Stand August 2022 wurden 119 Denkmäler registriert, davon sind 11 Historische Stätten, 104 Landschaftlich Schöne Orte und 6 Naturdenkmäler, wobei der Makino-Gedächtnisgarten und die ehemalige Residenz von Okakura Kakuzō sowohl als historische Stätten als auch als Landschaftlich Schöne Orte registriert sind.
Die folgende unvollständige Liste ist vom 21. November 2014 mit dreiundneunzig registrierten Denkmälern. Es fehlen demnach 1 Historische Stätte und 28 Landschaftlich Schöne Orte aus der o. g. aktuellen Liste. In der Spalte Typ bezeichnet
- H: Historische Stätte
- L: Landschaftlich Schöner Ort
- N: Naturdenkmal

| Denkmal | Typ  | Stadt             | Präfektur        | Koordinaten                       | Anmerkungen                                                          | Bild | Ref. |
| --- | ---- | ----------------- | ---------------- | --------------------------------- | -------------------------------------------------------------------- | ---- | ---- |
| Makino-Gedächtnisgarten (Standort des Hauses von Makino Tomitaro) 牧野記念庭園 (牧野富太郎宅跡) Makino kinen teien (Makino Tomitarō taku ato)                                        | H, L | Nerima            | Tokyo            | 35° 44′ 47,2″ N, 139° 35′ 7,1″ O  | zum Gedenken an Makino Tomitarō, den „Vater der japanischen Botanik“ |      |      |
| Okakura Tenshins ehemalige Residenz und Gärten mit Ōizura-Koizura 岡倉天心旧宅・庭園及び大五浦・小五浦 Okakura Tenshin kyūtaku・teien oyobi Ōizura・Koizura                          | H, L | Ibaraki           | Ibaraki          | 36° 50′ 0″ N, 140° 48′ 12″ O      | umfasst die Stätte Rokkakudō                                         |      |      |
| Werkseisenbahn der Tateyama-Sabō-Erosionsschutzanlagen 立山砂防工事専用軌道 Tateyama sabō kōji sen'yō kidō                                                                           | H    | Tateyama          | Toyama           | 36° 33′ 54,6″ N, 137° 29′ 20,1″ O | für Instandhaltungsarbeiten am Jōganji-Fluss                         |      |      |
| Tachibai-Kanal 立梅用水 Tachibai yōsui | H    | Matsusaka, Taki   | Mie              |                                   |                                                                      |      |      |
| Kumohara-Erosionsschutzanlagen 雲原砂防関連施設群 Kumohara sabō kanren shisetsugun                                                                                                   | H    | Fukuchiyama       | Kyoto            | 35° 26′ 37,6″ N, 135° 4′ 24,8″ O  |                                                                      |      |      |
| Nagasaki Atombomben-Stätten (Urakam-Kathedrale ehemaliger Glockenturm) 長崎原爆遺跡（浦上天主堂旧鐘楼） Nagasaki genbaku iseki (Urakami Tenshudō kyū-shōrō)                          | H    | Nagasaki          | Nagasaki         | 32° 46′ 34,3″ N, 129° 52′ 6,2″ O  |                                                                      |      |      |
| Nagasaki Atombomben-Stätten (Ehemalige Gebäude der Shiroyama National School) 長崎原爆遺跡（旧城山国民学校校舎） Nagasaki genbaku iseki (kyū-Shiroyama kokumin gakkō kōsha)          | H    | Nagasaki          | Nagasaki         | 32° 46′ 24,7″ N, 129° 51′ 26,9″ O |                                                                      |      |      |
| Nagasaki Atombomben-Stätten (Ehemalige Torpfosten der Medizinischen Hochschule Nagasaki) 長崎原爆遺跡（旧長崎医科大学門柱） Nagasaki genbaku iseki (kyū-Nagasaki Ika Daigaku monchū) | H    | Nagasaki          | Nagasaki         |                                   |                                                                      |      |      |
| Nagasaki Atombomben-Stätten (Sannō Jinja Torii) 長崎原爆遺跡（山王神社二の鳥居） Nagasaki genbaku iseki (Sannō Jinja ni-no-torii)                                                    | H    | Nagasaki          | Nagasaki         | 32° 46′ 3″ N, 129° 52′ 7″ O       |                                                                      |      |      |
| Standort der Zuckerraffinerie Heshikiya 平敷屋製糖工場跡 Heshikiya seitō kōjō ato | H    | Uruma             | Okinawa          |                                   |                                                                      |      |      |
| Hakodate-Park 函館公園 Hakodate kōen | L    | Hakodate          | Hokkaidō         | 41° 45′ 21,9″ N, 140° 42′ 56,1″ O |                                                                      |      |      |
| Ehemalige Gärten der Familie Kikuchi (Gärten des Hirosaki Akenoboshi Kindergarten) 旧菊池氏庭園（弘前明の星幼稚園庭園） kyū-Kikuchi-shi teien (Hirosaki Akenoboshi yōchien teien)    | L    | Hirosaki          | Aomori           | 40° 36′ 53″ N, 140° 27′ 47,8″ O   |                                                                      |      |      |
| Narumi Familiengärten 鳴海氏庭園 Narumi-shi teien | L    | Kuroishi          | Aomori           | 40° 38′ 39,8″ N, 140° 35′ 48,1″ O |                                                                      |      |      |
| Yōki-en 揚亀園 Yōki-en | L    | Hirosaki          | Aomori           | 40° 36′ 41″ N, 140° 28′ 9,9″ O    |                                                                      |      |      |
| Moriai Familiengärten 盛合氏庭園 Moriai-shi teien | L    | Miyako            | Iwate            | 39° 38′ 19,4″ N, 141° 57′ 37,6″ O |                                                                      |      |      |
| Ehemalige Gärten der Villa der Familie Nanbu 旧南部氏別邸庭園 kyū-Nanbu-shi bettei teien                                                                                             | L    | Morioka           | Iwate            | 39° 42′ 38,9″ N, 141° 9′ 44,3″ O  |                                                                      |      |      |
| Nanshōsō Gärten 南昌荘庭園 Nanshōsō teien | L    | Morioka           | Iwate            | 39° 41′ 44″ N, 141° 8′ 55,3″ O    |                                                                      |      |      |
| Butsugaiken Gärten 物外軒庭園 Butsugaiken teien | L    | Ashikaga          | Tochigi          | 36° 20′ 20,6″ N, 139° 26′ 29,2″ O |                                                                      |      |      |
| Ganka-en 巖華園 Ganka-en | L    | Ashikaga          | Tochigi          | 36° 21′ 41,3″ N, 139° 27′ 52,2″ O |                                                                      |      |      |
| Ehemalige Villengärten der Familie Yamasaki 旧山崎氏別邸庭園 kyū-Yamasaki-shi bettei teien                                                                                           | L    | Kawagoe           | Saitama          | 35° 55′ 17,8″ N, 139° 29′ 4,3″ O  |                                                                      |      |      |
| Ehemalige Gärten der Familie Yoshida 旧吉田氏庭園 kyū-Yoshida-shi teien | L    | Kashiwa           | Chiba            | 35° 52′ 5,4″ N, 139° 58′ 34,9″ O  |                                                                      |      |      |
| Noda Rathausgärten 野田市市民会館 (旧茂木佐平治氏) 庭園 Noda-shi shimin kaikan (kyū-Mogisa Beiji-shi) teien                                                                          | L    | Noda              | Chiba            | 35° 56′ 44,2″ N, 139° 51′ 56,5″ O |                                                                      |      |      |
| Gelände des Nationalmuseum für westliche Kunst 野田市市民会館園地 Kokuritsu Seiyō Bijutsukan enchi                                                                                   | L    | Taitō             | Tokyo            | 35° 42′ 54,3″ N, 139° 46′ 32,3″ O |                                                                      |      |      |
| Yokohama-Park 横浜公園 Yokohama kōen | L    | Yokohama          | Kanagawa         | 35° 26′ 37,4″ N, 139° 38′ 24,9″ O |                                                                      |      |      |
| Onshi Hakone-Park 恩賜箱根公園 Onshi Hakone kōen | L    | Hakone            | Kanagawa         | 35° 11′ 47″ N, 139° 1′ 33,3″ O    |                                                                      |      |      |
| Gōra-Park 強羅公園 Gōra kōen | L    | Hakone            | Kanagawa         | 35° 14′ 55,1″ N, 139° 2′ 45,7″ O  |                                                                      |      |      |
| Yamashita-Park 山下公園 Yamashita kōen | L    | Yokohama          | Kanagawa         | 35° 26′ 44,4″ N, 139° 39′ 0,1″ O  |                                                                      |      |      |
| Shinsenkyō 神仙郷 Shinsenkyō | L    | Hakone            | Kanagawa         | 35° 14′ 53,4″ N, 139° 2′ 33,7″ O  | Gärten des Hakone-Museums für Kunst (箱根美術館)                     |      |      |
| Japanische Nationalstraße 133 日本大通り Nihon ōdōri | L    | Yokohama          | Kanagawa         | 35° 26′ 47,4″ N, 139° 38′ 32,7″ O |                                                                      |      |      |
| Ehemalige Gärten der Familie Ishizaki 旧石崎氏庭園 (石泉荘庭園) kyū-Ishizaki shi teien (Sekisensō teien)                                                                             | L    | Shibata           | Niigata          | 37° 56′ 28,2″ N, 139° 19′ 42,3″ O |                                                                      |      |      |
| Ehemalige Villagärten der Familie Saitō 旧齋藤氏別邸庭園 kyū-Saitō-shi bettei teien                                                                                                  | L    | Niigata           | Niigata          | 37° 55′ 33,1″ N, 139° 2′ 24,6″ O  |                                                                      |      |      |
| Kakyō-Park 花筐公園 Kakyō kōen | L    | Echizen           | Fukui            | 35° 55′ 10,1″ N, 136° 14′ 14,8″ O |                                                                      |      |      |
| Tsubokawa Familiengärten 坪川氏庭園 Tsubokawa-shi teien | L    | Sakai             | Fukui            | 36° 9′ 15,7″ N, 136° 20′ 7″ O     |                                                                      |      |      |
| Ehemalige Gärten der Familie Yamadera Jōzan 旧山寺常山氏庭園 Kyū-Yamadera Jōzan-shi teien                                                                                            | L    | Nagano            | Nagano           | 36° 33′ 27,6″ N, 138° 11′ 49″ O   |                                                                      |      |      |
| Gelände von Zōzan Jinja 象山神社園池 Zōzan Jinja enchi | L    | Nagano            | Nagano           | 36° 33′ 35,1″ N, 138° 11′ 46,9″ O |                                                                      |      |      |
| Ōki Familiengärten 大木氏庭園 Ōki-shi teien | L    | Nagano            | Nagano           | 36° 33′ 31,9″ N, 138° 11′ 46,7″ O |                                                                      |      |      |
| Nonaka Familiengärten 野中氏庭園 Nonaka-shi teien | L    | Nagano            | Nagano           | 36° 33′ 38,5″ N, 138° 11′ 45,2″ O |                                                                      |      |      |
| Imai Familiengärten 今井氏庭園 Imai-shi teien | L    | Nagano            | Nagano           |                                   |                                                                      |      |      |
| Handa Familiengärten 半田氏庭園 Handa-shi teien | L    | Nagano            | Nagano           |                                   |                                                                      |      |      |
| Miyazawa Familiengärten 宮澤氏庭園 Miyazawa-shi teien | L    | Nagano            | Nagano           |                                   |                                                                      |      |      |
| Taishō-en 帯笑園 Taishō-en | L    | Numazu            | Shizuoka         | 35° 5′ 44,2″ N, 138° 51′ 48,6″ O  |                                                                      |      |      |
| Tsuruma-Park 鶴舞公園 Tsuruma kōen | L    | Nagoya            | Aichi            | 35° 9′ 19,4″ N, 136° 55′ 13,9″ O  |                                                                      |      |      |
| Acht Ansichten des Biwa-Sees (Wassernde Wildgänse bei Katata) 近江八景 (堅田落雁) Ōmi hakkei (Katata rakugan)                                                                        | L    | Ōtsu              | Shiga            | 35° 6′ 35,3″ N, 135° 55′ 17,7″ O  |                                                                      |      |      |
| Acht Ansichten des Biwa-Sees (Abendglocke des Mii-dera) 近江八景 (三井晩鐘) Ōmi hakkei (Mii no banshō)                                                                               | L    | Ōtsu              | Shiga            | 35° 6′ 35,5″ N, 135° 55′ 17,6″ O  |                                                                      |      |      |
| Ehemalige Gärten der Familie Nishio 旧西尾氏庭園 kyū-Nishio-shi teien | L    | Suita             | Osaka            | 34° 45′ 23,4″ N, 135° 31′ 24,5″ O |                                                                      |      |      |
| Ehemalige Gärten der Familie Nakanishi 旧中西氏庭園 kyū-Nakanishi-shi teien | L    | Suita             | Osaka            |                                   |                                                                      |      |      |
| Nishiyama Familiengärten 西山氏庭園 Nishiyama-shi teien | L    | Toyonaka          | Osaka            | 34° 46′ 38,4″ N, 135° 27′ 44,1″ O |                                                                      |      |      |
| Minami Familiengärten 南氏庭園 Minami-shi teien | L    | Hannan            | Osaka            |                                   |                                                                      |      |      |
| Mitoro Gärten みとろ苑庭園 Mitoro-en teien | L    | Kakogawa          | Hyōgo            | 34° 48′ 2,4″ N, 134° 53′ 55,7″ O  |                                                                      |      |      |
| Kajiwara Familiengärten 梶原氏(西梶原)庭園 Kajiwara-shi (Nishi-Kajiwara) teien | L    | Himeji            | Hyōgo            | 34° 46′ 44,5″ N, 134° 45′ 33,9″ O |                                                                      |      |      |
| Ogawa Familiengärten 小河氏庭園 Ogawa-shi teien | L    | Miki              | Hyōgo            | 34° 47′ 44,4″ N, 134° 58′ 59″ O   |                                                                      |      |      |
| Sōraku-en 相楽園 Sōraku-en | L    | Kobe              | Hyōgo            | 34° 41′ 33,3″ N, 135° 10′ 54,2″ O |                                                                      |      |      |
| Higashi Yuenchi 東遊園地 Higashi yuenchi | L    | Kobe              | Hyōgo            | 34° 41′ 18,7″ N, 135° 11′ 46,6″ O |                                                                      |      |      |
| Kōdai-in Gärten 光臺院庭園 Kōdai'in teien | L    | Kōya              | Wakayama         | 34° 13′ 2″ N, 135° 35′ 6,9″ O     |                                                                      |      |      |
| Yōchi-in Gärten 桜池院庭園 Yōchi'in teien | L    | Kōya              | Wakayama         | 34° 12′ 42,1″ N, 135° 34′ 43,9″ O |                                                                      |      |      |
| Shōchi-in Gärten 正智院庭園 Shōchi'in teien | L    | Kōya              | Wakayama         | 34° 12′ 52,9″ N, 135° 34′ 43″ O   |                                                                      |      |      |
| Saizen-in Gärten 西禅院庭園 Saizen'in teien | L    | Kōya              | Wakayama         | 34° 12′ 51,5″ N, 135° 34′ 46,7″ O |                                                                      |      |      |
| Hongaku-in Gärten 本覚院庭園 Hongaku-in teien | L    | Kōya              | Wakayama         | 34° 12′ 56,6″ N, 135° 35′ 14″ O   |                                                                      |      |      |
| Ogawa Familiengärten 小川氏庭園 Ogawa-shi teien | L    | Kurayoshi         | Tottori          | 35° 25′ 45,9″ N, 133° 48′ 42,9″ O |                                                                      |      |      |
| Ishitani Familiengärten 石谷氏庭園 Ishitani-shi teien | L    | Chizu             | Tottori          | 35° 16′ 12,1″ N, 134° 13′ 50,1″ O |                                                                      |      |      |
| Okazaki Familiengärten 岡﨑氏庭園 Okazaki-shi teien | L    | Tsuwano           | Shimane          |                                   |                                                                      |      |      |
| Kamei Familiengärten 亀井氏庭園 Kamei-shi teien | L    | Tsuwano           | Shimane          | 34° 27′ 15,3″ N, 131° 46′ 0,1″ O  |                                                                      |      |      |
| Zaima Familiengärten 財間氏庭園 Zaima-shi teien | L    | Tsuwano           | Shimane          |                                   |                                                                      |      |      |
| Tsubaki Familiengärten 椿氏庭園 Tsubaki-shi teien | L    | Tsuwano           | Shimane          |                                   |                                                                      |      |      |
| Tanaka Familiengärten 田中氏庭園 Tanaka-shi teien | L    | Tsuwano           | Shimane          |                                   |                                                                      |      |      |
| Ehemalige Gärten der Familie Kajimura 旧梶村氏庭園 Kyū-Kajimura-shi teien | L    | Tsuyama           | Okayama          | 35° 3′ 58,4″ N, 134° 0′ 24,6″ O   |                                                                      |      |      |
| Funaki Familiengärten 舩木氏庭園 Funaki-shi teien | L    | Mihara            | Hiroshima        | 34° 24′ 10″ N, 133° 4′ 33,5″ O    |                                                                      |      |      |
| Hyōtan-jima 瓢箪島 Hyotan-Jima | L    | Onomichi, Imabari | Hiroshima, Ehime | 34° 17′ 5″ N, 133° 3′ 1″ O        |                                                                      |      |      |
| Tokiwa-Park 常盤公園 Tokiwa kōen | L    | Ube               | Yamaguchi        | 33° 57′ 11,1″ N, 131° 17′ 5,1″ O  |                                                                      |      |      |
| Masui Familiengärten 増井氏庭園（雲門庵露地） Masui-shi teien (Unmonnan roji) | L    | Takamatsu         | Kagawa           |                                   |                                                                      |      |      |
| Shijūshima 四十島 Shijūshima | L    | Matsuyama         | Ehime            | 33° 52′ 43,5″ N, 132° 41′ 49″ O   | Insel aus Granodiorit, die auch Tānātō („Turner-Insel“) genannt wird |      |      |
| Ōhori-Park 大濠公園 Ōhori kōen | L    | Fukuoka           | Fukuoka          | 33° 35′ 9,6″ N, 130° 22′ 34,8″ O  |                                                                      |      |      |
| Ehemalige Gärten der Villa der Familie Nabeshima 旧武雄邑主鍋島氏別邸庭園（御船山楽園） kyū-Takeo yūshu Nabeshima-shi bettei teien (Mifuneyamaraku-en)                               | L    | Takeo             | Saga             | 33° 10′ 52,9″ N, 130° 1′ 1″ O     |                                                                      |      |      |
| Ehemalige Itō Familiengärten 旧伊東氏庭園（四明荘庭園） Kyū-Itō-shi teien (Shimeisō teien)                                                                                           | L    | Shimabara         | Nagasaki         | 32° 47′ 3,6″ N, 130° 22′ 14″ O    |                                                                      |      |      |
| Seika-en 棲霞園 Seika-en | L    | Hirado            | Nagasaki         | 33° 22′ 9,1″ N, 129° 33′ 19,7″ O  |                                                                      |      |      |
| Friedenspark 平和公園 Heiwa kōen | L    | Nagasaki          | Nagasaki         | 32° 46′ 33,2″ N, 129° 51′ 48,4″ O |                                                                      |      |      |
| Kobayakawa Familiengärten 小早川氏庭園 Kobayakawa-shi teien | L    | Shimabara         | Nagasaki         |                                   |                                                                      |      |      |
| Shiramizu-Wasserfall 白水の滝 Shiramizu-no-taki | L    | Takamori, Taketa  | Kumamoto, Ōita   | 32° 52′ 54,4″ N, 131° 16′ 22,8″ O |                                                                      |      |      |
| Chinda-Wasserfälle 沈堕の滝 Chinda-no-taki | L    | Bungo-ōno         | Ōita             | 32° 59′ 3,2″ N, 131° 31′ 22,5″ O  | bestehend aus zwei Wasserfällen                                      |      |      |
| Kōmori-Wasserfälle 蝙蝠の滝 Kōmori-no-taki | L    | Bungo-ōno         | Ōita             | 32° 58′ 39,2″ N, 131° 25′ 30,6″ O |                                                                      |      |      |
| Tekizansō-Gärten 旧成清博愛別邸庭園 (的山荘庭園) kyū-Narikiyo Hiroe bettei teien (Tekizansō teien)                                                                                   | L    | Hiji              | Ōita             | 33° 21′ 59,8″ N, 131° 32′ 1,8″ O  |                                                                      |      |      |
| Kiyomizu Familiengärten 清水氏庭園 Kiyomizu-shi teien | L    | Shibushi          | Kagoshima        | 31° 29′ 2,4″ N, 131° 6′ 36,3″ O   |                                                                      |      |      |
| Ehemalige Hōonji-Gärten 旧報恩寺庭園 kyū-Hōonji teien | L    | Nichinan          | Miyazaki         | 35° 42′ 46,5″ N, 139° 47′ 5,2″ O  |                                                                      |      |      |
| Ehemalige Itō-Denzaemon-Gärten 旧伊東伝左衛門庭園 kyū-Itō Denzaemon teien | L    | Nichinan          | Miyazaki         |                                   |                                                                      |      |      |
| Torihama Familiengärten 鳥濱氏庭園 Torihama-shi teien | L    | Shibushi          | Kagoshima        | 31° 29′ 4,1″ N, 131° 6′ 23,6″ O   |                                                                      |      |      |
| Kiyan-Küste und Arasaki-Küste 喜屋武海岸及び荒崎海岸 Kiyan kaigan oyobi Arasaki kaigan                                                                                               | L    | Itoman            | Okinawa          | 26° 4′ 32,6″ N, 127° 40′ 35,5″ O  |                                                                      |      |      |
| Nakamoto Familiengärten 仲本氏庭園 Nakamoto-shi teien | L    | Ishigaki          | Okinawa          | 24° 20′ 36,8″ N, 124° 9′ 19,1″ O  |                                                                      |      |      |
| Kunimasu-Lachs (Art Oncorhynchus kawamurae) aus dem Tazawa-See 田沢湖のクニマス (標本) Tazawa-ko no kunimasu (hyōhon)                                                                | N    | Akita, Semboku    | Akita            | 39° 43′ 11,3″ N, 140° 6′ 8,5″ O   | einst ausgestorben geglaubt                                          |      |      |
| Kaki 'Zenjimaru' 禅寺丸 zenjimaru-gaki | N    | Kawasaki          | Kanagawa         | 35° 35′ 5,6″ N, 139° 31′ 18,9″ O  |                                                                      |      |      |
| Ichikawa Mineralien-Labor-Probensammlung 市川鉱物研究室収蔵標本 Ichikawa kōbutsu kenkyūshitsu shūzō hyōhon                                                                           | N    | Echizen           | Fukui            | 35° 54′ 12,7″ N, 136° 10′ 9,2″ O  |                                                                      |      |      |
| Toyotamaphimeia-Fossil マチカネワニ化石 Machikanewani kaseki | N    | Toyonaka          | Osaka            |                                   |                                                                      |      |      |
| Eine Allee von Rhus succedanea am Ufer des Kikuchi 菊池川堤防のハゼ並木 Kikuchigawa teibō no hazenamiki                                                                              | N    | Tamana            | Kumamoto         | 32° 55′ 13,9″ N, 130° 32′ 33,3″ O |                                                                      |      |      |
| Kaku Hikas Probensammlung 賀来飛霞標本 Kaku Hika hyōhon | N    | Miyazaki          | Miyazaki         | 31° 56′ 23,8″ N, 131° 25′ 25,7″ O |                                                                      |      |      |